# 瞳りん
瞳 りん（ひとみ りん、1984年9月23日 - ）は、日本のAV女優。
身長163cm、スリーサイズ:B89（Eカップ）・W58・H86。血液型B型。
趣味、特技:猫と遊ぶ。

## 略歴
2009年6月に『グラビア美女の初撮りセックス』でAVデビュー。

## 作品

### アダルトビデオ
2009年
- グラビア美女の初撮りセックス（6月13日、百花美人）
- 「りん」を好きにして下さい。SEXドキュメント。アナタにすべてをお預けします。（7月13日、百花美人）
- 新人介護士「りん」の私が元気にしてあげる（8月8日、百花美人）
- 羞恥コスプレ 「裸になるより、恥ずかしい」（9月4日、百花美人）
- 兄貴の彼女 「りん」のイケない同棲生活（10月8日、百花美人）

2010年
- 「瞳りん」ベスト4時間（3月13日、百花美人）
- 瞳りんがあなたのお宅で家庭教師します（7月7日、BeFree）
- 女教師、堕ちるまで…（9月7日、アタッカーズ）
- 捜査官、堕ちるまで…（10月7日、アタッカーズ）
- 真正中出し!（10月31日、モブスターズ）
- Uターン転職に失敗した失業者が、旧家で優雅に暮らす人妻に逆恨みしてレイプ!!（12月10日、グローバルメディアエンタテインメント）

2012年
- TeamRed（1月25日、ネクストグループ）
- 隣ベッドにお見舞いに来た女の無防備パンチラに勃起 気付いた彼女は忘れていた性欲に火がつき彼氏が寝ている横でむしゃぶりついてきた（2月9日、ヒビノ）
- 美女傀儡 1（2月10日、MAD）

### イベント
- 百花美人初イベント（2009年7月11日）

### テレビ・バラエティ番組
- 金スマ－『赤服軍団』として出演していた。
- くりぃむナントカ